# Hockey Club Ambrì-Piotta 2008-2009
Questa è la rosa della stagione 2008/2009 del Hockey Club Ambrì-Piotta.
| N. | Naz.                   | Ruolo | Nome                |
| -- | ---------------------- | ----- | ------------------- |
| 03 | Svizzera (bandiera)    | P     | Lorenzo Croce       |
| 30 | Svizzera (bandiera)    | P     | Thomas Bäumle       |
| 33 | Svizzera (bandiera)    | P     | Giacomo Beltrametti |
| 04 | Stati Uniti (bandiera) | D     | Ralph Bundi         |
| 06 | Stati Uniti (bandiera) | D     | Nicholas Naumenko   |
| 08 | Svizzera (bandiera)    | D     | Nicola Celio        |
| 10 | Svizzera (bandiera)    | D     | Daniele Marghitola  |
| 23 | Svizzera (bandiera)    | D     | Marc Gautschi       |
| 27 | Svizzera (bandiera)    | D     | Fabian Stephan      |
| 53 | Svizzera (bandiera)    | D     | Daniele Mattioli    |
| 80 | Rep. Ceca (bandiera)   | D     | Zdeněk Kutlák       |
| 02 | Svizzera (bandiera)    | D     | Jakub Horak         |
| 11 | Svizzera (bandiera)    | A     | Lovis Schönenberger |
| 18 | Svizzera (bandiera)    | A     | Grégory Sciaroni    |
| 38 | Svizzera (bandiera)    | A     | Claudio Micheli     |
| 43 | Svizzera (bandiera)    | A     | Mauro Zanetti       |
| 45 | Svizzera (bandiera)    | A     | Mirko Murovic       |
| 46 | Svizzera (bandiera)    | A     | Paolo Duca          |
| 51 | Svizzera (bandiera)    | A     | Grégory Christen    |
| 55 | Svizzera (bandiera)    | A     | Alain Demuth        |
| 63 | Svizzera (bandiera)    | A     | Mattia Bianchi      |
| 65 | Svizzera (bandiera)    | A     | Reto Stirnimann     |
| 91 | Svizzera (bandiera)    | A     | Julian Walker       |

- Allenatore:  Rostislav Čada
- Assistente Allenatore:  Luca Cereda
- Direttore Sportivo:  Peter Jaks

## Mercato
- Acquisti:
  - 29  Claudio Isabella (A)
  - 29  Joey Isabella (A)
  - 01  Jonas Müller (P)
  - 52  Mikael Wahlberg (A)
60  Karol Križan (P)
- Cessioni
  - 19  Corsin Camichel
  - 42  Noah Clarke
  - All.  John Harrington